# Gramática funcional
Dentre as abordagens linguísticas que nos auxiliam a compreender a gramática destaca-se o funcionalismo linguístico. Na verdade, o rótulo funcionalismo linguístico engloba um conjunto de modelos funcionalistas que concebem a língua como instrumento de interação social. 
Portanto, a gramática funcional, em linguística, pode ser entendida por qualquer descrição teórica que favoreça o estudo das funções comunicativas da língua. Um exemplo típico é fornecido pelo modelo gramatical desenvolvido por Simon C. Dik (1992) o qual define gramática funcional com as seguintes palavras:
«No paradigma funcional, a linguagem é concebida antes de tudo como uma ferramenta interativa através da qual se estabelecem relações comunicativas. Dentro deste modelo, tentamos revelar a instrumentalidade da linguagem no que diz respeito ao que os falantes fazem e alcançam com ela na interação social; por outras palavras, uma língua natural é vista como parte integrante da competência comunicativa de quem a utiliza” 
A linguista brasileira Maria Helena de Moura Neves em sua obra "A Gramática Funcional" (1997, p.15), a descreve como uma teoria da organização gramatical das línguas naturais que procura integrar-se em uma teoria global da interação social. Esta assenta que as relações entre unidades e as funções das unidades têm prioridade sobre seus limites e sua posição, e que entende a gramática como acessível às pressões de uso. 
Mackenzie (apud NEVES, 1994, p.112), afirma que a gramática funcional tem como hipótese fundamental a existência de uma relação não arbitrária entre a instrumentalidade do uso da língua (o funcional) e a sistematicidade da estrutura da língua (a gramática). Em outras palavras, a gramática funcional visa a explicar a regularidade nas línguas, e através delas, em termos de aspectos recorrentes das circunstâncias sob as quais as pessoas usam a língua.  A gramática funcional ocupa, assim, uma posição intermediária em relação às abordagens que dão conta apenas da sistematicidade da estrutura da língua ou apenas da instrumentalidade do uso da língua. 
Atualmente existem três modelos funcionalistas muito bem definidos, também chamados de gramáticas funcionais: a Gramática Sistêmico-Funcional, cujo representante é Michael Halliday; a Gramática Discursivo-Funcional, cujos representantes são Mackenzie e Hengeveld, decorrente da Gramática Funcional de Dik; e a Linguística Funcional Centrada no Uso, cujos representantes são Hopper, Thompson, Bybee, Tomasello, Langacker e outros.
Neves (2018) considera a Linguística Funcional Centrada no Uso como um tipo de gramática funcional de tipo cognitivo, ao
lado da Teoria da Metáfora Conceptual; da Teoria dos Espaços Mentais e da Teoria das Construções Gramaticais.  
De inspiração em Givon, Hopper, Thompson, Chafe, entre outros, a abordagem funcionalista norte-americana defende uma lingüística baseada no uso, observando a língua do ponto de vista do contexto lingüístico e da situação extralingüística. A gramática é vista como um sistema aberto, fortemente suscetível à mudança e intensamente afetado pelo uso que lhe é dado no dia-a-dia, pois ela é “(...) um conjunto de formas, padrões e práticas que surgem para servir às funções que os falantes necessitam desempenhar com mais freqüência".  

## Princípios Básicos
Conforme a pesquisadora Mariangela Rios de Oliveira, pode-se destacar 10 conceitos-chave para a compreensão da linguística funcional. 
1. Funcionalismo: corrente linguística que investiga a relação entre a estrutura gramatical, discursiva e semântica das línguas e os distintos contextos comunicativos de seu uso.
2. Gramática: conjunto das formas regulares e sistemáticas da língua, que se consagram por sua produtividade e convencionalidade no trato social.
3. Discurso: modo pessoal com que os usuários organizam suas interações, levando em conta motivações de ordem pragmático-comunicativa, como gênero textual, sequência tipológica, modalidade, registro, entre outros.
4. Iconicidade: princípio preconizador da relação motivada entre aspectos estruturais e funções pragmático-discursivas da gramática; desdobra-se em três subprincípios – proximidade, quantidade e ordenação linear.
5. Marcação: princípio de origem estruturalista, relativo à presença x ausência de traços em membros da mesma categoria; desdobra-se em três subprincípios – frequência, complexidade estrutural e complexidade cognitiva.
6. Gramaticalização: processo unidirecional de mudança linguística, que implica, além de polissemia, alteração de categoria gramatical; a mudança pode ser de item lexical a gramatical, ou de item menos para mais gramatical. Nessa mudança, observam-se rotas como espaço > tempo > texto ou objetividade >(inter)subjetividade.
7. Informatividade: propriedade discursiva acerca do grau de previsibilidade da informação transmitida, na identificação de referentes novos ou imprevisíveis até os disponíveis ou dados.
8. Transitividade: propriedade da oração como um todo, de natureza escalar, que é medida levando-se em conta os três componentes oracionais básicos – sujeito, núcleo verbal e complemento.
9. Pancronia: estudos dos usos linguísticos de forma mais abrangente, integrando o viés diacrônico e o sincrônico, na detecção de fenômenos de estabilidade, de variabilidade e de mudança na trajetória de uma dada língua ou de línguas.
10. Plano discursivo: propriedade oriunda da psicologia gestaltista, fundada no pressuposto de que são prontamente identificadas as entidades mais salientes, no primeiro plano informacional (figura), em oposição aos demais informes, em plano secundário (fundo).

### O Princípio da Marcação
Diz respeito à presença versus ausência de uma propriedade nos membros de um par contrastante de categorias linguísticas.
Complexidade Estrutural: a estrutura marcada tende a ser mais complexa (ou maior) que a estrutura não marcada.
Distribuição de Frequência: a estrutura marcada tende a ser menos frequente que a estrutura não marcada.
Complexidade Cognitiva: a estrutura tende a ser cognitivamente mais complexa do que a estrutura não marcada correspondente.

### Princípio da Iconicidade
Relação motivada, isomórfica, de um para um, entre forma e conteúdo.
Subprincípio da Quantidade: quanto maior a quantidade de informação maior a quantidade de forma, de tal modo que a estrutura de uma construção gramatical indica a estrutura do conceito.
Subprincípio da Integração: os conteúdos mais próximos cognitivamente também estarão integrados no nível da codificação – o que está mentalmente junto, coloca-se sintaticamente junto.
Subprincípio da Ordenação Linear: a informação mais importante tende a ocupar o primeiro lugar na cadeia sintática, a ordem de elementos revela a ordem de importância do falante.

### Gramaticalização
Focaliza a emergência, ao longo do tempo, de novas estruturas morfossintáticas e suas funções semânticas ou pragmáticas correspondentes.
Frequência de uso: traço caracterizador do processo de regularização linguística. Quando uma forma inesperada passa a ser considerada normal e despercebida no discurso.
Interdependência: entre língua e fala, estrutura e uso, categórico e menos categórico na língua.
Pancronia: perspectiva diacrônica que envolve a mudança linguística e perspectiva sincrônica que envolve a variação.